# Peyrolles (Aude)
Peyrolles ist eine französische Gemeinde mit 89 Einwohnern (Stand: 1. Januar 2022) im Département Aude in der Region Okzitanien. Sie gehört zum Kanton La Haute-Vallée de l’Aude und zum Arrondissement Limoux. 

## Lage
Das Gemeindegebiet ist Teil des Regionalen Naturparks Corbières-Fenouillèdes.
Nachbargemeinden sind Véraza im Nordwesten, Terroles im Norden, Valmigère im Nordosten, Arques im Osten, Rennes-les-Bains im Südosten, Serres im Süden, Cassaignes im Südwesten und Luc-sur-Aude im Westen.

## Bevölkerungsentwicklung
| Jahr      | 1962 | 1968 | 1975 | 1982 | 1990 | 1999 | 2006 | 2017 |
| --------- | ---- | ---- | ---- | ---- | ---- | ---- | ---- | ---- |
| Einwohner | 53   | 39   | 38   | 53   | 53   | 57   | 64   | 86   |